# 早川城山
早川城山（はやかわしろやま）は、神奈川県綾瀬市の地名。現行行政地名は早川城山1丁目から5丁目。当地域の面積は0.46km2。

## 地理
市内中央部の相模野台地上に位置する。地内は新興住宅地で、南端に城山公園（早川城跡）が位置する。
周囲をほぼ早川に囲まれ、北東で寺尾釜田および深谷上に隣接する（いずれも綾瀬市）。
地内東側から時計回りに1丁目 - 5丁目が所在する。

## 歴史
2000年（平成12年）に大字早川の一部で住居表示が実施され、単独の町として成立した。

### 沿革
- 1976年（昭和51年）8月23日 - 現在の地内に城山公園が開園[6]。
- 2000年（平成12年）8月28日 - 早川の一部で住居表示実施、早川城山1丁目 - 5丁目成立[5]。
- 2001年（平成13年）6月1日 - 城山公園再整備[6]。
- 2002年（平成14年）10月28日 - 早川の一部で住居表示実施、早川城山1丁目および5丁目に編入[5]。

### 町名の変遷
| 実施後        | 実施年月日     | 実施前（各町名ともその一部） |
| ------------- | -------------- | ---------------------------- |
| 早川城山1丁目 | 2000年8月28日  | 大字早川                     |
| 早川城山1丁目 | 2002年10月28日 | 大字早川                     |
| 早川城山2丁目 | 2000年8月28日  | 大字早川                     |
| 早川城山3丁目 | 2000年8月28日  | 大字早川                     |
| 早川城山4丁目 | 2000年8月28日  | 大字早川                     |
| 早川城山5丁目 | 2000年8月28日  | 大字早川                     |
| 早川城山5丁目 | 2002年10月28日 | 大字早川                     |

## 世帯数と人口
2022年（令和4年）3月1日現在（綾瀬市発表）の世帯数と人口は以下の通りである。
| 丁目           | 世帯数 | 人口    |
| -------------- | ------ | ------- |
| 早川城山一丁目 |        | 736人   |
| 早川城山二丁目 |        | 913人   |
| 早川城山三丁目 |        | 687人   |
| 早川城山四丁目 |        | 1,239人 |
| 早川城山五丁目 |        | 481人   |
| 計             |        | 4,056人 |

### 人口の変遷
国勢調査による人口の推移。
| 年                 | 人口  |
| ------------------ | ----- |
| 2000年（平成12年） | 279   |
| 2005年（平成17年） | 2,375 |
| 2010年（平成22年） | 2,737 |
| 2015年（平成27年） | 4,058 |
| 2020年（令和2年）  | 4,127 |

### 世帯数の変遷
国勢調査による世帯数の推移。
| 年                 | 世帯数 |
| ------------------ | ------ |
| 2000年（平成12年） | 45     |
| 2005年（平成17年） | 719    |
| 2010年（平成22年） | 828    |
| 2015年（平成27年） | 1,254  |
| 2020年（令和2年）  | 1,301  |

## 学区
市立小・中学校に通う場合、学区は以下の通りとなる（2018年2月時点）
| 丁目          | 番地 | 小学校             | 中学校             |
| ------------- | ---- | ------------------ | ------------------ |
| 早川城山1丁目 | 全域 | 綾瀬市立綾西小学校 | 綾瀬市立城山中学校 |
| 早川城山2丁目 | 全域 | 綾瀬市立綾西小学校 | 綾瀬市立城山中学校 |
| 早川城山3丁目 | 全域 | 綾瀬市立綾西小学校 | 綾瀬市立城山中学校 |
| 早川城山4丁目 | 全域 | 綾瀬市立綾西小学校 | 綾瀬市立城山中学校 |
| 早川城山5丁目 | 全域 | 綾瀬市立綾西小学校 | 綾瀬市立城山中学校 |

## 事業所
2021年（令和3年）現在の経済センサス調査による事業所数と従業員数は以下の通りである。
| 丁目           | 事業所数 | 従業員数 |
| -------------- | -------- | -------- |
| 早川城山一丁目 | 12事業所 | 62人     |
| 早川城山二丁目 | 6事業所  | 153人    |
| 早川城山三丁目 | 3事業所  | 16人     |
| 早川城山四丁目 | 1事業所  | 23人     |
| 早川城山五丁目 | 17事業所 | 74人     |
| 計             | 39事業所 | 328人    |

### 事業者数の変遷
経済センサスによる事業所数の推移。
| 年                 | 事業者数 |
| ------------------ | -------- |
| 2016年（平成28年） | 35       |
| 2021年（令和3年）  | 39       |

### 従業員数の変遷
経済センサスによる従業員数の推移。
| 年                 | 従業員数 |
| ------------------ | -------- |
| 2016年（平成28年） | 371      |
| 2021年（令和3年）  | 328      |

## 交通
地内を通る鉄道路線はない。

### バス
- 相鉄バス
  - 綾41系統 綾瀬市役所・綾瀬車庫経由海老名駅行き
  - 綾43系統 綾瀬市役所・早川経由海老名駅行き
  - 綾45系統 綾瀬車庫行き（急行・休日1本のみ）

### 道路
主要地方道
- 神奈川県道42号藤沢座間厚木線 - 北東端を通過し、寺尾釜田・深谷との境界をなす。

## 施設
早川城山1丁目
- 城山こみち[15]

早川城山2丁目
- 社会福祉法人道志会ヴィラ城山
- 城山緑地[15]

早川城山3丁目
- 城山公園[6][15]

早川城山4丁目
- 早川城山多目的広場[16]
- 嫁の久保公園[15]
- 早川城山集会所
- セブン-イレブン綾瀬早川城山店

早川城山5丁目
- イエローハット綾瀬店

## その他

### 日本郵便
- 郵便番号 : 252-1127[3]（集配局 : 綾瀬郵便局[17]）。